# Milo (Sicília)

Ubicació de Milo dins de la província

Milo (sicilià Milu) és un municipi italià, dins de la ciutat metropolitana de Catània. L'any 2008 tenia 1.064 habitants. Limita amb els municipis de Giarre, Sant'Alfio i Zafferana Etnea.

## Administració
| Període | Identitat        | Partit       |
| ------- | ---------------- | ------------ |
| 2005-   | Giuseppe Messina | Forza Italia |